# 入間市立藤沢中学校
入間市立藤沢中学校（いるましりつ ふじさわちゅうがっこう）は、埼玉県入間市にある公立中学校。
入間市立藤沢北小学校と入間市立藤沢小学校、入間市立藤沢東小学校の出身生徒が多く、藤沢北小出身が約6割、藤沢小出身が約3割、藤沢東小学校出身が約1割、東町小学校出身が約5分を占める。
1947年（昭和22年）4月1日に開校した学校であり、現在の校舎に移動する前は、現在の藤沢公民館の所に学校を構えていた。

## 沿革
- 1947年（昭和22年）
  - 4月1日 - 埼玉県入間郡藤沢村立藤沢中学校設置される。
  - 4月21日 - 開校式（学級数3、生徒数72名）
- 1956年（昭和31年）9月30日 - 町村合併に伴い、校名を武蔵町立藤沢中学校と改称する。
- 1961年（昭和36年）11月9日 - 校歌を制定する。
- 1963年（昭和38年）10月15日 - 鉄筋防音校舎新築工事（第1期工事）着工する。
- 1965年（昭和40年）3月25日 - 新校舎（1、2期工事）落成し、授業を開始する。
- 1966年（昭和41年）9月13日 - 新校舎（1、2、3期工事）落成する。
- 1968年（昭和43年）4月5日 - 校訓（健康、勤勉、敬愛）を制定する。
- 1969年（昭和44年）2月16日 - 体育館完成する。
- 1973年（昭和48年）7月31日 - プール完成する。
- 1977年（昭和52年）3月25日 - 校舎増築完成（4階11教室）。
- 1978年（昭和53年）4月1日 - 向原中学校新設に伴う就学変更により、学級減となる。
- 1981年（昭和56年）7月13日 - 入間市学校給食センターによる完全給食開始。
- 1982年（昭和57年）3月11日 - 特別教室3階建6教室完成。
- 1984年（昭和59年）4月1日 - 上藤沢中学校新設に伴う就学変更により、学級減となる。
- 1988年（昭和63年）4月1日 - 東町中学校新設に伴う就学変更により、学級減となる。
- 1996年（平成8年）
  - 4月11日 - 開校記念日を6月5日に変更。
  - 11月16日 - 創立50周年記念式典挙行。
- 2003年（平成15年）3月20日 - 新体育館竣工式挙行。

## 学校教育目標
- 2012年度（平成24年度）「知・徳・体 バランスのとれた生徒の育成」
- 2013年度（平成25年度）「自立と貢献」
- 2014年度（平成26年度）「自立と貢献」
- 2022年度（令和4年度）「自立と貢献」

## 生徒数・学級数
- 2013年度（平成25年度） : 587人
- 2014年度（平成26年度） : 586人
- 2017年度（平成29年度） : 603人
- 2022年度（令和4年度） : 594人
  - 通常学級数 : 1学年5クラス、2学年5クラス、3学年6クラスの合計16クラス
  - あすか学級数 : 4クラス

## あすか（特別支援）学級
入間市立藤沢中学校には、通常学級での過程を受けるのが難しい人が、別学級で特別の教育課程を受ける「あすか学級」という名称の特別支援学級が存在する。
あすか学級は、障がいを持つ人、体が特別に弱い人などが在籍する。
通常学級と交流する機会は、毎週金曜日の交流給食、体育祭、合唱祭などにある。
2014年度（平成26年度）合唱祭では、あすか学級が独自でハンドベル演奏を行った。
2015年1月現在、あすか学級農園を造っている。

## 部活動

### 運動部
- 野球部
- ソフトボール部
- サッカー部
- 陸上部
- 女子バレーボール部
- 男子ソフトテニス部
- 女子ソフトテニス部
- 男子卓球部
- 男子バスケットボール部
- 女子バスケットボール部
- あすか部

### 文化部
- 家庭科部
- 吹奏楽部
- パソコン部
- 美術部

## 著名な卒業生
- 川俣則幸（元サッカー選手、サッカー指導者）
- 門倉健（元プロ野球選手、元巨人）
- 金沢明子（演歌歌手）
- レオナ・ペタス（現役キックボクサー）
- 加藤虎於奈（現役キックボクサー）